# Programme nucléaire civil de la Suède
Le programme nucléaire de la Suède commença dès la fin des années 1950, avec la construction de la centrale nucléaire d'Ågesta. Mais après l'accident nucléaire de Three Mile Island, aux États-Unis, la Suède décida d'organiser un référendum en 1980, au cours duquel la sortie du nucléaire civil fut décidée. En février 2009, le gouvernement de centre-droit, dirigé par le premier ministre conservateur Fredrik Reinfeldt, décida de lever le moratoire. Les dix réacteurs encore en activité assurent plus de 50 % de la production d'électricité du pays.

## Histoire

### Premiers réacteurs
Le programme nucléaire de la Suède commença en 1946 par la création d'une commission atomique et la fondation l'année suivante de AB Atomenergi (qui deviendra Studsvik), ayant pour but de développer l'énergie nucléaire dans le pays. Le premier réacteur nucléaire en Suède, nommé R1, fut construit en 1954, dans une salle souterraine située sous le campus de Kungliga tekniska högskolan (KTH) à Stockholm. Il s'agissait d'un réacteur expérimental construit par AB Atomenergi et opéré par KTH. En 1956, le Riksdag adopte la première loi sur l'énergie nucléaire et crée une autorité de l'énergie nucléaire.
Plusieurs autres réacteurs expérimentaux furent construits, nommés R0, FR-0, R2 et R2-0. Le premier réacteur commercial fut la centrale nucléaire d'Ågesta dans la commune d'Huddinge près de Stockholm. Elle fut construite entre 1957 et 1962 par Vattenfall, ASEA et AB Atomenergi et mise en service en 1964. La centrale produisait à la fois de l'électricité et de la chaleur pour le réseau de chaleur. En 1968, la Suède signa le traité sur la non-prolifération des armes nucléaires, abandonnant du même coup les développements que le pays avait effectués pour se munir de l'arme nucléaire.

### Développements et doutes

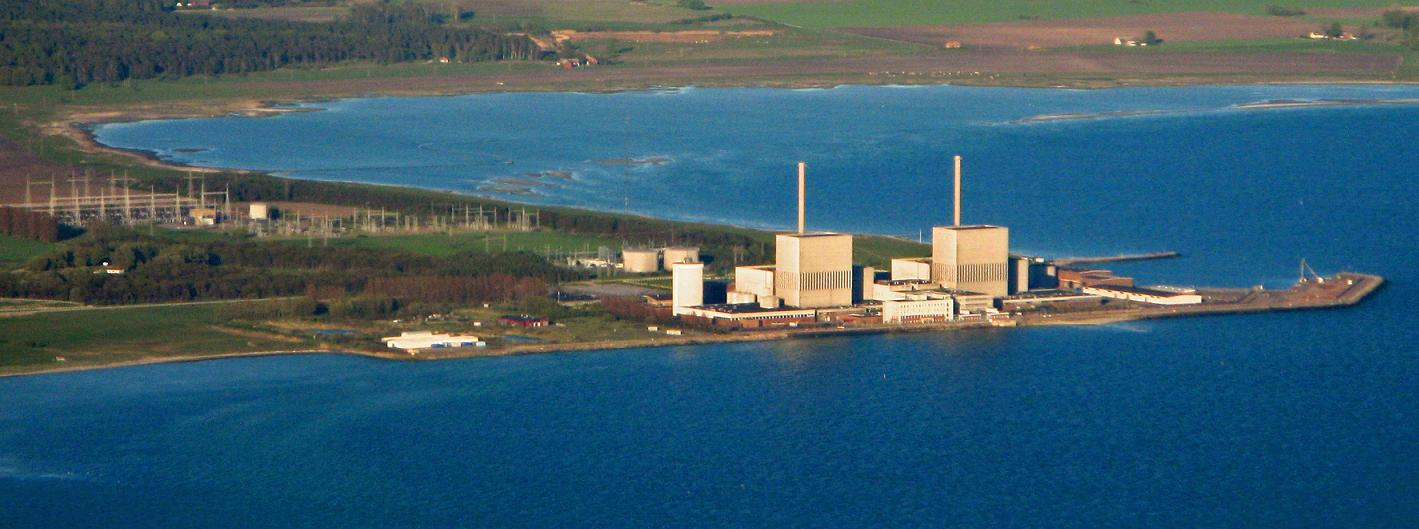
Les deux réacteurs de Barsebäck, arrêtés depuis 2005

Durant les années 1970, aidé par le choc pétrolier, le développement du nucléaire atteint son apogée en Suède, avec la construction des principaux réacteurs : Oskarshamn 1 (1972), Oskarshamn 2 (1974), Ringhals 2 (1975), Barsebäck 1 (1975), Ringhals 1 (1976) et Barsebäck 2 (1977). Cependant, en 1979, l'accident nucléaire de Three Mile Island vint mettre une fin à cette croissance. En 1980, un référendum fut organisé à propos de l'avenir du nucléaire en Suède, les trois possibilités soumises au vote prévoyant toutes un arrêt, plus ou moins rapide, du nucléaire. Les deux premières solutions prévoyaient l'existence maximale de 12 réacteurs avec une extinction progressive des réacteurs avec le développement de nouvelles énergies, tandis que la troisième demandait un arrêt des réacteurs dans les 10 ans. La deuxième solution fut finalement choisie, les deux premières réunies rassemblant plus de 50 % des votes.
Les réacteurs alors en construction virent leur achèvement, et de nouveaux furent construits : Forsmark 1 (1980), Ringhals 3 (1981), Forsmark 2 (1982), Ringhals 4 (1983), Oskarshamn 3 (1985) et Forsmark 3 (1985) atteignant ainsi le nombre maximal de 12 réacteurs actifs. La catastrophe de Tchernobyl en 1986 remit la question du nucléaire sur le tapis et le gouvernement social-démocrate décida que deux réacteurs seraient arrêtés au plus tard en 1995 et 1997. Les deux réacteurs de Barsebäck furent choisis et arrêtés en 1999 et 2005.
En 2009, le gouvernement de centre droit décida de lever le moratoire sur l'énergie nucléaire, poussé par une opinion publique plutôt favorable au nucléaire du fait des faibles émissions de gaz à effet de serre. La décision fut adoptée au parlement en 2010 par une courte majorité. Le texte autorise le remplacement des réacteurs actuels par des réacteurs plus modernes lorsque ceux-ci sont en fin de vie.

## Approvisionnement en uranium

### Ressources domestiques

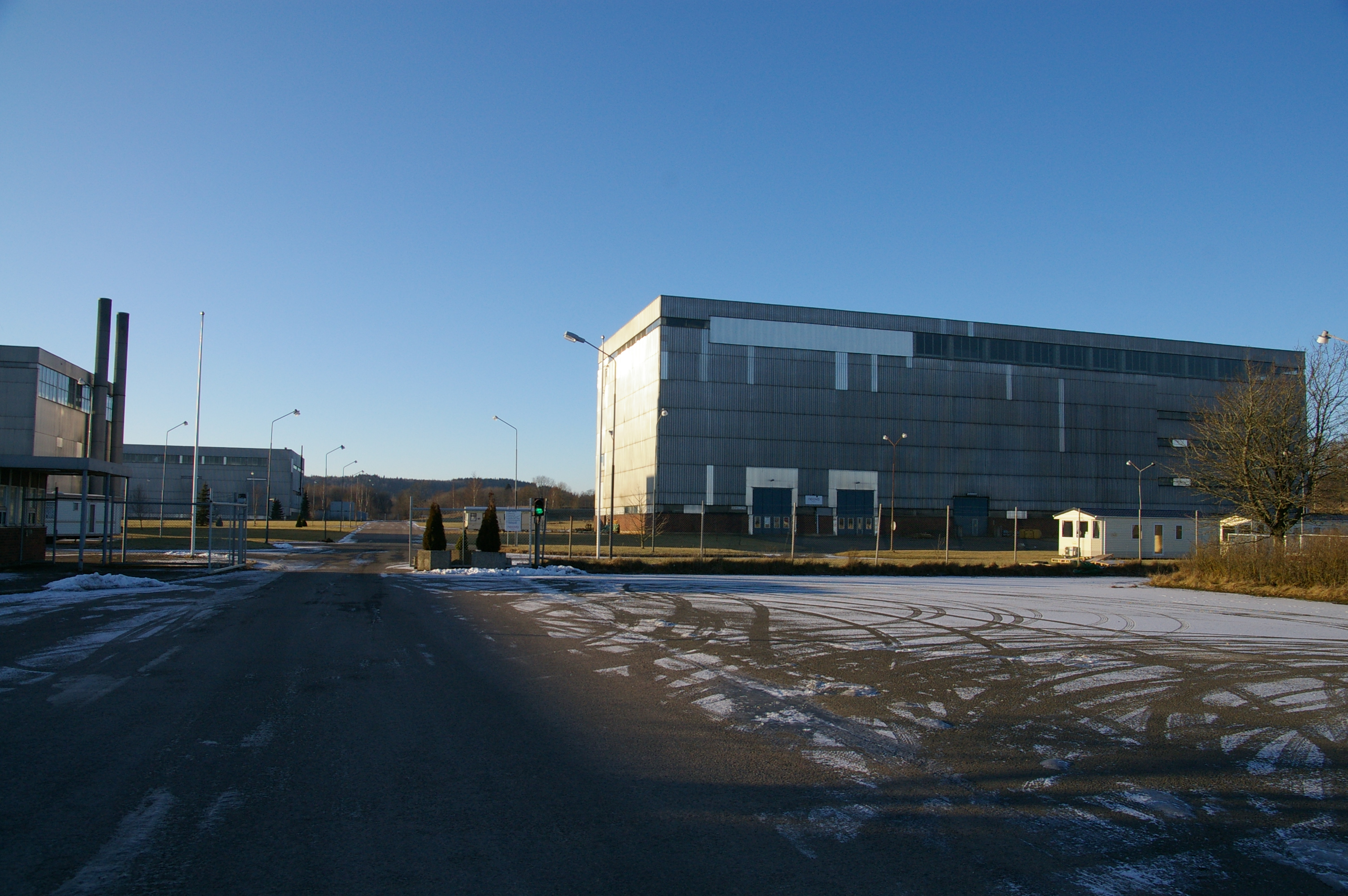
Usine fermée de traitement des produits de la mine d'uranium de Ranstad

À partir de 1950, des activités de prospection ont été réalisées en Suède pour trouver des gisements d'uranium. Plusieurs furent trouvés et entre 1965 et 1969, 213 tonnes d'uranium furent extraites de Ranstad, au sud-ouest de Skövde. Cependant, du fait des coûts importants d'extraction, liés à la faible concentration en uranium, l'activité fut arrêtée et les prospections ont été cessées en 1985. Cependant, récemment, les explorations ont repris, motivées par l'augmentation du prix de l'uranium, ainsi que l'amélioration des techniques d'exploitation. La Suède rassemblerait 27 % des ressources en uranium d'Europe.

### Import
Pour l'instant, la Suède importe la totalité de son uranium, principalement de l'Australie, Namibie et Canada, ce qui représente environ 2 000 tonnes par an.
En 1973, la Suède acquiert 10 % dans le consortium Eurodif, qui doit exploiter de l'uranium enrichi en France. Néanmoins, elle se retire du projet l'année suivante. La part de 10 % qu'elle y avait est transférée à l'Iran, à la suite d'un accord franco-iranien.

## Production électrique
En 2008, la production d’électricité d’origine nucléaire s'élevait à 61 TWh avec 10 réacteurs nucléaires soit 42 % de la production électrique. En 2010, elle s’est en élevée à 55,1 TWh, soit 38 % de la production d’électricité produite dans le pays qui s’est élevée à 144,5 TWh et 2,1 % de l'énergie électrique d'origine nucléaire produite dans le monde ; en 2023, elle a été de 46,7 TWh, soit 28,6 % des 163,2 TWh produits et 1,8 % de l'énergie nucléaire mondiale.
Le pays se situe au 12e rang des pays producteurs d'électricité nucléaire dans le monde, en nombre de réacteurs en activités, mais aussi en termes de production. Il se situe également au 10e rang en termes de puissance installée. Avec 38 % de la part du nucléaire dans l'électricité produite dans le pays, la Suède se situait ainsi en 2010 au 7e rang au niveau mondial au regard de cet indicateur, derrière la France (74 %), la Slovaquie (52 %), la Belgique (51 %) et l'Ukraine (48 %).
| Centrale     | Centrale   | Réacteur     | Mis en service             | Type                      | Puissance électrique | Production en 2008 | Taux d'utilisation |
| ------------ | ---------- | ------------ | -------------------------- | ------------------------- | -------------------- | ------------------ | ------------------ |
|              | Oskarshamn | Oskarshamn 1 | 1972                       | réacteur à eau bouillante | 467 MW               | 3,5 TWh            | 88,3 %             |
| Oskarshamn 2 | Oskarshamn | 1974         | réacteur à eau bouillante  | 605 MW                    | 4,5 TWh              | 88,7 %             |                    |
| Oskarshamn 3 | Oskarshamn | 1985         | réacteur à eau bouillante  | 1 100 MW                  | 7,1 TWh              | 71,4 %             |                    |
|              | Ringhals   | Ringhals 1   | 1976                       | réacteur à eau bouillante | 859 MW               | 4,5 TWh            | 62,0 %             |
| Ringhals 2   | Ringhals   | 1975         | réacteur à eau pressurisée | 866 MW                    | 5,7 TWh              | 79,6 %             |                    |
| Ringhals 3   | Ringhals   | 1981         | réacteur à eau pressurisée | 1 045 MW                  | 7,6 TWh              | 88,5 %             |                    |
| Ringhals 4   | Ringhals   | 1983         | réacteur à eau pressurisée | 950 MW                    | 7,3 TWh              | 91,0 %             |                    |
|              | Forsmark   | Forsmark 1   | 1980                       | réacteur à eau bouillante | 987 MW               | 7,0 TWh            | 81,4 %             |
| Forsmark 2   | Forsmark   | 1981         | réacteur à eau bouillante  | 1 000 MW                  | 6,9 TWh              | 79,7 %             |                    |
| Forsmark 3   | Forsmark   | 1985         | réacteur à eau bouillante  | 1 170 MW                  | 7,1 TWh              | 69,7 %             |                    |

Puissance installée et énergie produite par les dix réacteurs nucléaires suédois en 2008.

## Gestion des déchets

### Situation actuelle
La gestion des déchets nucléaires en Suède est assurée par l'entreprise Svensk Kärnbränslehantering (SKB) fondée dans les années 1970. L'entreprise opère plusieurs sites et équipements permettant de prendre en charge les combustibles depuis leur sortie de la centrale jusqu'au site final. Un des sites principaux est Clab à Oskarshamn, qui sert de site de stockage transitoire. Le combustible encore chaud et fortement radioactif y est entreposé à 30 m de profondeur, entouré d'eau, qui protège contre les radiations et refroidit le combustible. La capacité totale du site est de 8 000 tonnes, le site pouvant recevoir 300 tonnes par an. Les déchets, moins radioactifs, pourront alors être acheminés jusqu'au site d'entreposage final, dont la construction est prévue à Forsmark. C'est aussi à Forsmark que sont d'ores et déjà entreposés les déchets nucléaires à faible durée de vie. Ce site est le premier de ce type dans le monde, inauguré en 1988, il permet d'entreposer les vêtements de protection, et les pièces des centrales qui ont été remplacées, ainsi que des matériaux provenant de centre de soins ou de certaines industries.
Le transport des déchets entre les centrales et les différents sites de stockage est assuré par un bateau spécialement prévu à cet effet, appartenant aussi à SKB.

### Site de stockage final des déchets hautement radioactifs
SKB a élaboré depuis 2011 un projet de stockage géologique à  Forsmark des déchets hautement radioactifs, pour l'instant entreposés à Oskarshamn. Le site, d'une capacité de 12 000 tonnes, sera situé à 500 m de profondeur dans des roches vieilles de près de 2 milliards d'années. Le gouvernement en a officiellement décidé la mise en œuvre le 27 janvier 2022. La construction devrait durer une dizaine d'années à compter de l'achèvement des procédures d'autorisation.

## Aspects politiques

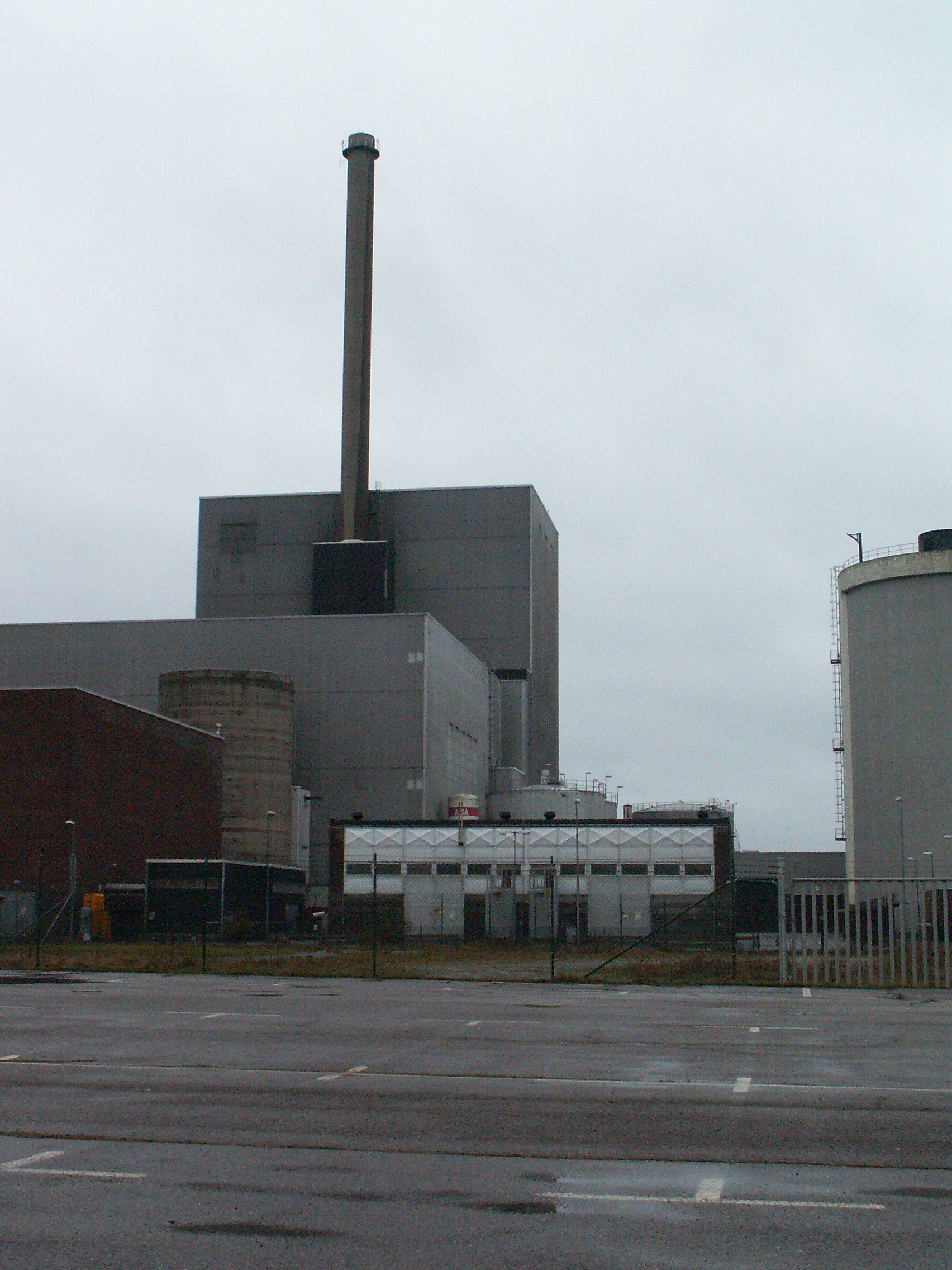
La centrale nucléaire de Barsebäck, dont les deux réacteurs ont été arrêtés en 1999 et en 2005.

Malgré le référendum, des réacteurs ont été mis en service après 1980, à la centrale de Forsmark (en 1980, 1981 et 1985). Le référendum tolérait en effet la construction de réacteurs à condition qu'ils soient démantelés au plus tard en 2010, date fixée par le Parlement, c'est-à-dire à l'issue de la durée de vie des réacteurs que l'on estimait alors à vingt-cinq ans.
Les deux réacteurs de la centrale de Barsebäck, à 20 km de Copenhague, ont été arrêtés en 1999 et 2005.

## Incidents

### Juillet 2006 à Forsmark
Le 25 juillet 2006, le réacteur Forsmark-1 a été sujet à un incident de niveau 2 selon l'échelle INES, une défaillance d’un système de secours après un court-circuit électrique,. À la suite de cet incident, deux autres réacteurs suédois ont été fermés à la centrale d'Oskarshamn. Dans le quotidien allemand TAZ du 3 août Lars-Olov Höglund, un ingénieur qui a exercé jadis à Forsmark, a affirmé : « c'est le hasard qui a évité qu’une fusion du cœur ne se produise ». « C’est l’événement le plus dangereux depuis Harrisburg et Tchernobyl » a-t-il aussi déclaré le 2 août au quotidien suédois Svenska Dagbladet. Ole Reistad, directeur de l’institut norvégien de protection contre les rayonnements ionisants, a lui aussi expliqué qu'« à Forsmark on est passé près de la catastrophe et près de la défaillance de la dernière barrière de sécurité ». L'incident a été qualifié de « très sérieux » par l'organisme suédois de l'inspection de la sûreté nucléaire (SKI).

## Contrat AREVA 2007
En janvier 2007, Areva a remporté deux contrats portant sur la modernisation de la tranche 2 de la centrale d'Oskarshamn et l'extension de la durée de vie de la tranche 4 de la centrale de Ringhals.